# Saint-Valery
Saint-Valery är en kommun i departementet Oise i regionen Hauts-de-France i norra Frankrike. Kommunen ligger i kantonen Formerie som tillhör arrondissementet Beauvais. År 2022 hade Saint-Valery 54 invånare.

## Befolkningsutveckling
Antalet invånare i kommunen Saint-Valery
| Referens: INSEE |